# ريمون هوانغ (ممثل)
ريمون هوانغ (بالصينية: 黃百鳴) هو مذيع وممثل صيني، ولد في 8 أبريل 1946 بهونغ كونغ في الصين.

## أعمال

### أفلام
- (2008) ييب مان
- (2010) ييب مان 2

## وصلات خارجية
- ريمون هوانغ على موقع IMDb (الإنجليزية)
- ريمون هوانغ على موقع ميوزك برينز (الإنجليزية)
- ريمون هوانغ على موقع قاعدة بيانات الفيلم (الإنجليزية)